# MBID
Le MBID est un indice de la Bourse macédonienne. Il regroupe un nombre variable d'entreprises publiques de la Macédoine du Nord choisies par une commission qui révise la liste deux fois par an. 
Le MBID existe depuis le 18 juin 2007. Le nombre de sociétés incluses peut varier légèrement, par exemple neuf en 2011, puis huit en 2012.

## Composition
Lors de la révision du 15 juin 2012, la composition était la suivante :
| Entreprise                 | Secteur     | Symbole |
| -------------------------- | ----------- | ------- |
| ArcelorMittal (HRM) Skopje | Métallurgie | RZLE    |
| QBE Makedonija             | Assurances  | CEVI    |
| Makedonski Telekom         | Téléphonie  | TEL     |
| ArcelorMittal (CRM) Skopje | Métallurgie | RZLV    |
| Stopanska banka Skopje     | Banque      | STB     |
| Tutunska banka             | Banque      | TNB     |
| Prilepska Pivarnica        | Brasserie   | PPIV    |
| Okta                       | Pétrochimie | OKTA    |